# 3933 Portugal
3933 Portugal је астероид чија средња удаљеност од Сунца износи 3,246 астрономских јединица (АЈ).
Апсолутна магнитуда астероида је 12,4.